# Cerro Centinela
Cerro Centinela est une localité rurale argentine située dans le département de Futaleufú, dans la province de Chubut.

## Démographie
La localité compte 267 habitants (Indec, 2010), ce qui représente une augmentation par rapport au précédent recensement qui comptait 181 habitants (Indec, 2001).